# Fyodor Buchholz
Fyodor Fyodorovich Buchholz (tên khai sinh: Teodor Buchholz, sinh ngày 9 tháng 6 năm 1857 tại Włocławek - mất ngày 7 tháng 5 năm 1942 tại St.Petersburg) là một họa sĩ, nghệ sĩ đồ họa và giáo viên mỹ thuật người Nga gốc Ba Lan.

## Tiểu sử
Buchholz sinh ra ở Włocławek. Ông theo học tại tại Học viện Mỹ thuật Hoàng gia ở St.Petersburg (1878 - 1886) dưới sự chỉ dẫn của các họa sĩ Pavel Chistyakov và Valery Jacobi.
Các tác phẩm của Buchholz chủ yếu là tranh phong cảnh theo phong cách Tân nghệ thuật. Phần lớn các bức tranh được trưng bày ở St.Petersburg, nhưng cũng có một phần được trưng bày tại Phòng trưng bày nghệ thuật quốc gia Zachęta ở Warsaw.

## Tranh tiêu biểu

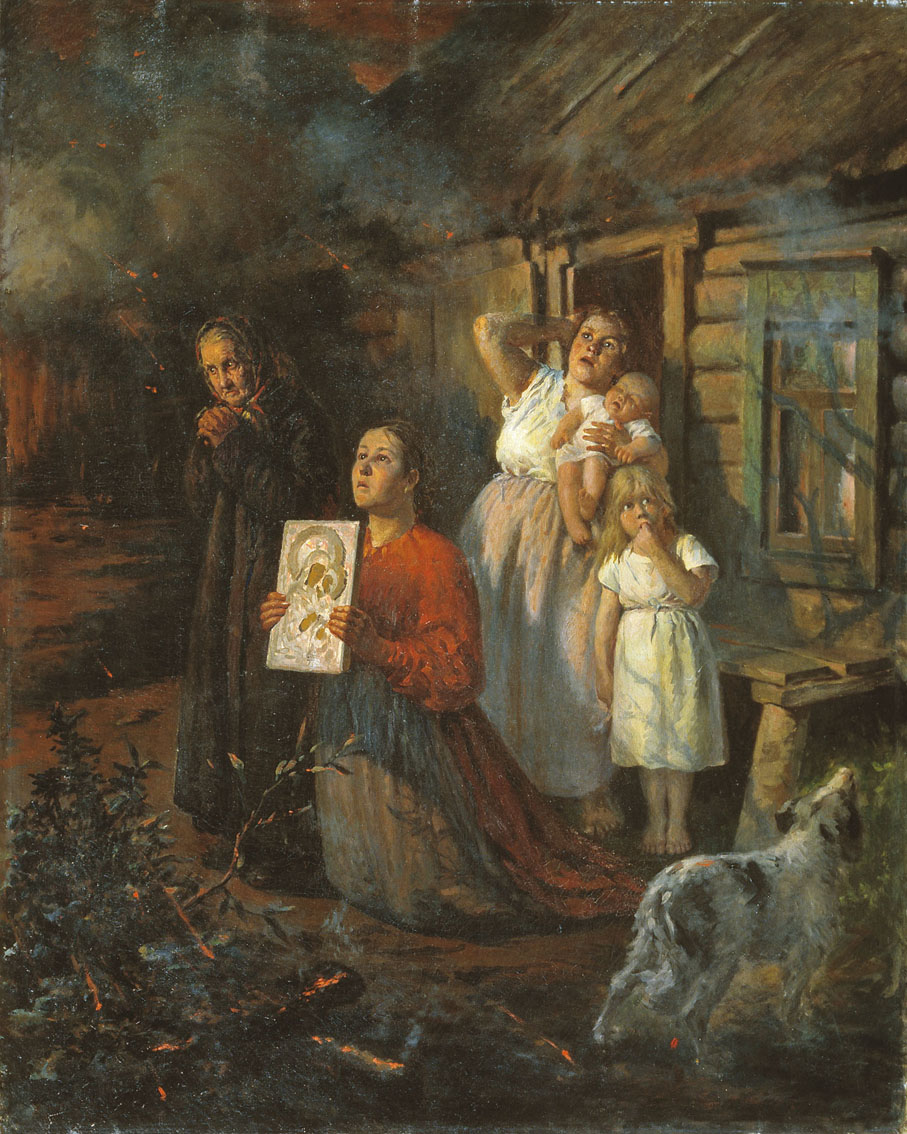
Village fire (1901)
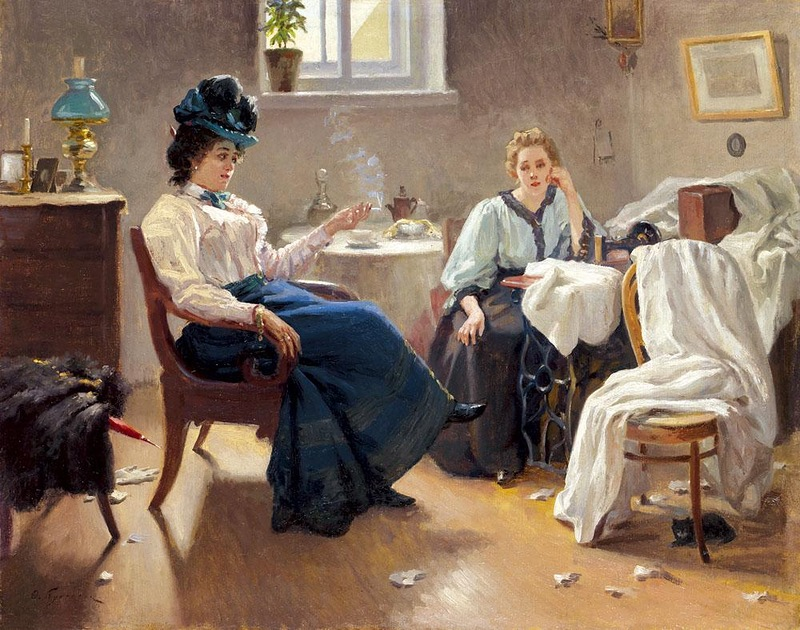
Ladyfriends (1902)
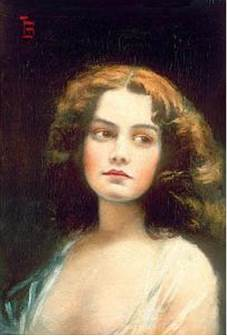
Woman (1920s)
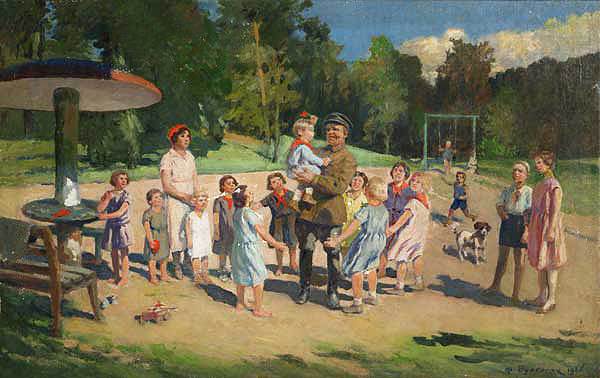
Kirov amongst children (1930s)